# جیمی کوتبرتسون
جیمی کوتبرتسون (انگلیسی: Jimmy Cuthbertson؛ زادهٔ ۷ دسامبر ۱۹۴۷) بازیکن فوتبال اهل بریتانیا است.
از باشگاه‌هایی که در آن بازی کرده‌است می‌توان به باشگاه فوتبال تاکلی و باشگاه فوتبال برادفورد سیتی اشاره کرد.